# San José de la Campana
San José de la Campana är en ort i Mexiko.   Den ligger i kommunen Dolores Hidalgo och delstaten Guanajuato, i den centrala delen av landet, 270 km nordväst om huvudstaden Mexico City. San José de la Campana ligger 1 992 meter över havet och antalet invånare är 132.
Terrängen runt San José de la Campana är platt åt sydost, men åt nordväst är den kuperad. Runt San José de la Campana är det ganska tätbefolkat, med 93 invånare per kvadratkilometer. Närmaste större samhälle är Dolores Hidalgo, 8,2 km nordost om San José de la Campana. Trakten runt San José de la Campana består i huvudsak av gräsmarker.